# Loppörtssläktet
Loppörtssläktet (Pulicaria) är ett släkte i familjen korgblommiga växter med över 100 arter i Europa, Asien, Afrika.

## Dottertaxa
I Catalogue of Life listas följande som dottertaxa till Loppörter, i alfabetisk ordning

- Pulicaria adenensis
- Pulicaria albida
- Pulicaria alveolosa
- Pulicaria angustifolia
- Pulicaria arabica
- Pulicaria argyrophylla
- Pulicaria attentuata
- Pulicaria aualites
- Pulicaria aylmeri
- Pulicaria boissieri
- Pulicaria burchardii
- Pulicaria canariensis
- Pulicaria carnosa
- Pulicaria chrysantha
- Pulicaria chudaei
- Pulicaria collenettei
- Pulicaria confusa
- Pulicaria crispa
- Pulicaria decumbens
- Pulicaria diffusa
- Pulicaria discoidea
- Pulicaria dumulosa
- Pulicaria dysenterica
- Pulicaria edmondsonii
- Pulicaria filaginoides
- Pulicaria foliolosa
- Pulicaria gabrielii
- Pulicaria gamal-eldiniae
- Pulicaria glandulosa
- Pulicaria glaucescens
- Pulicaria glutinosa
- Pulicaria gnaphalodes
- Pulicaria grantii
- Pulicaria guestii
- Pulicaria hildebrandtii
- Pulicaria incisa
- Pulicaria insignis
- Pulicaria inuloides
- Pulicaria jaubertii
- Pulicaria kurtziana
- Pulicaria laciniata
- Pulicaria lhotei
- Pulicaria mauritanica
- Pulicaria migiurtinorum
- Pulicaria minor
- Pulicaria monocephala
- Pulicaria nobilis
- Pulicaria odora
- Pulicaria omanensis
- Pulicaria petiolaris
- Pulicaria pomeliana
- Pulicaria pulvinata
- Pulicaria rajputanae
- Pulicaria renschiana
- Pulicaria salviifolia
- Pulicaria samhanensis
- Pulicaria scabra
- Pulicaria schimperi
- Pulicaria sericea
- Pulicaria sicula
- Pulicaria somalensis
- Pulicaria steinbergii
- Pulicaria undulata
- Pulicaria uniseriata
- Pulicaria wightiana
- Pulicaria volkonskyana

## Bildgalleri

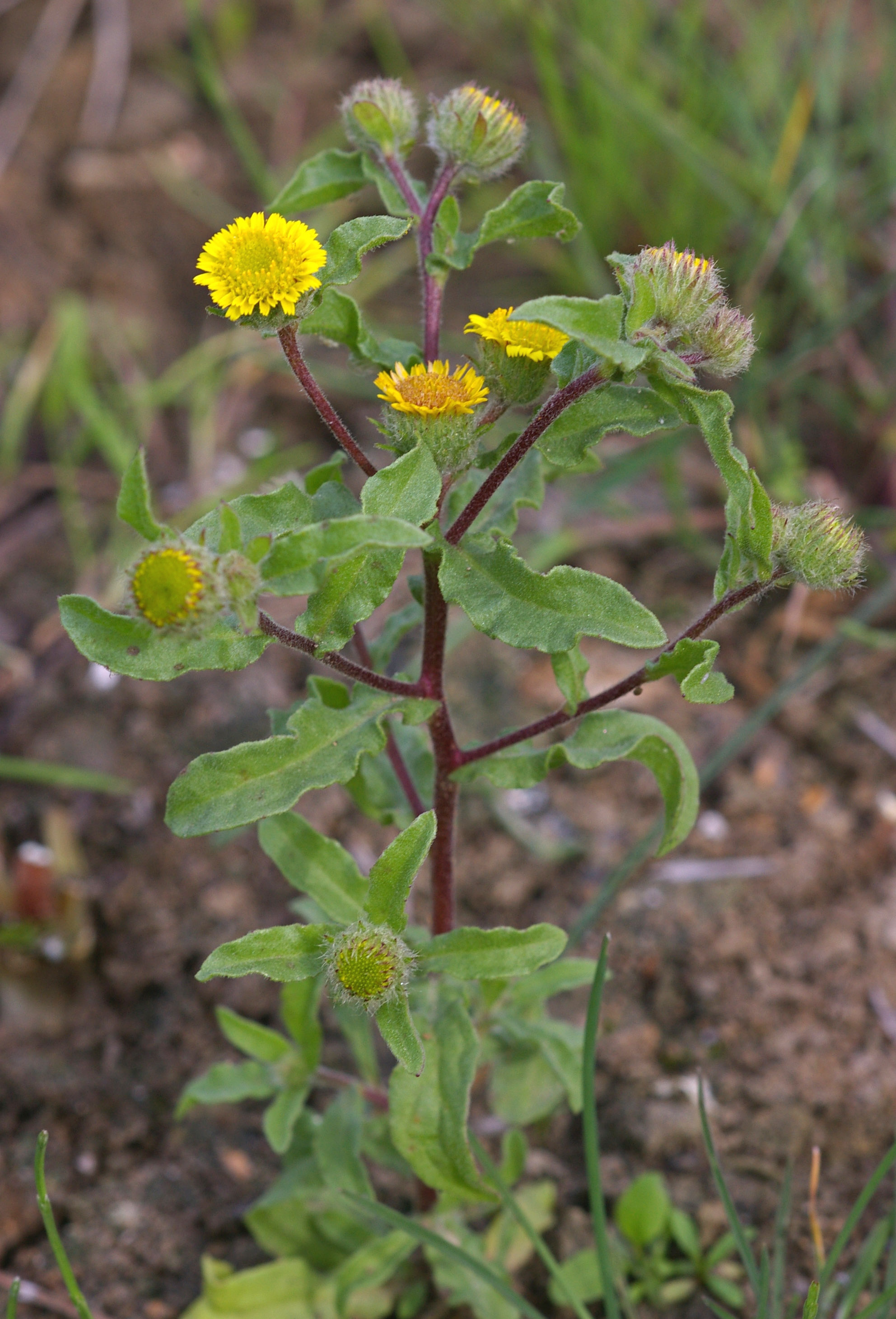
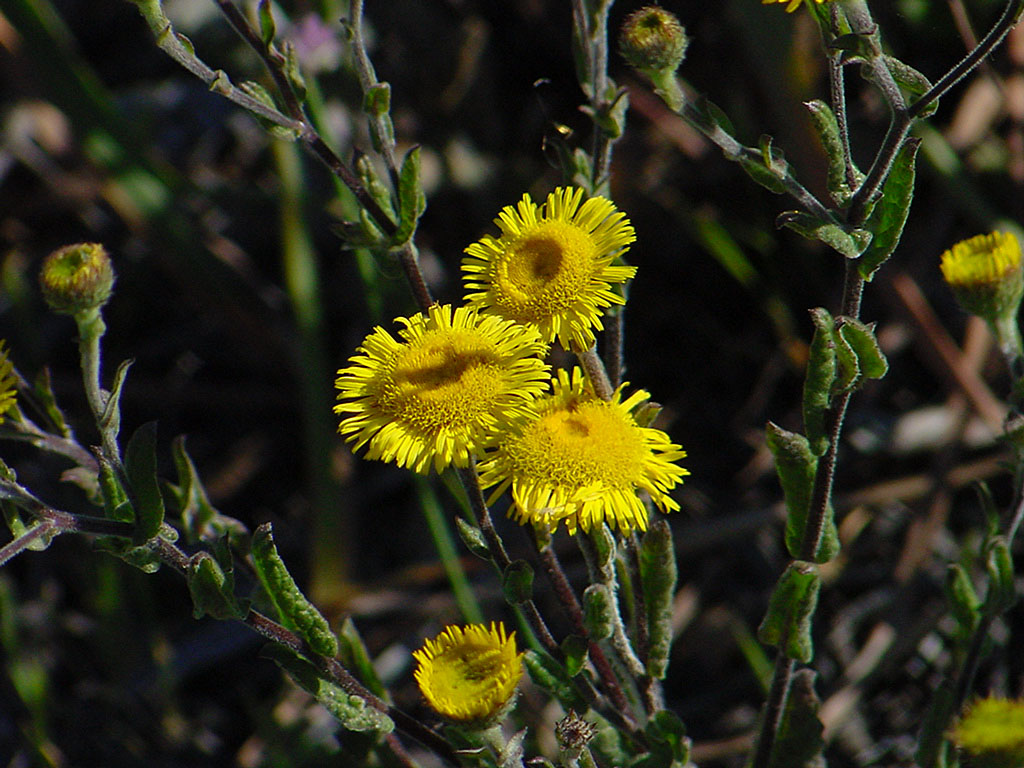
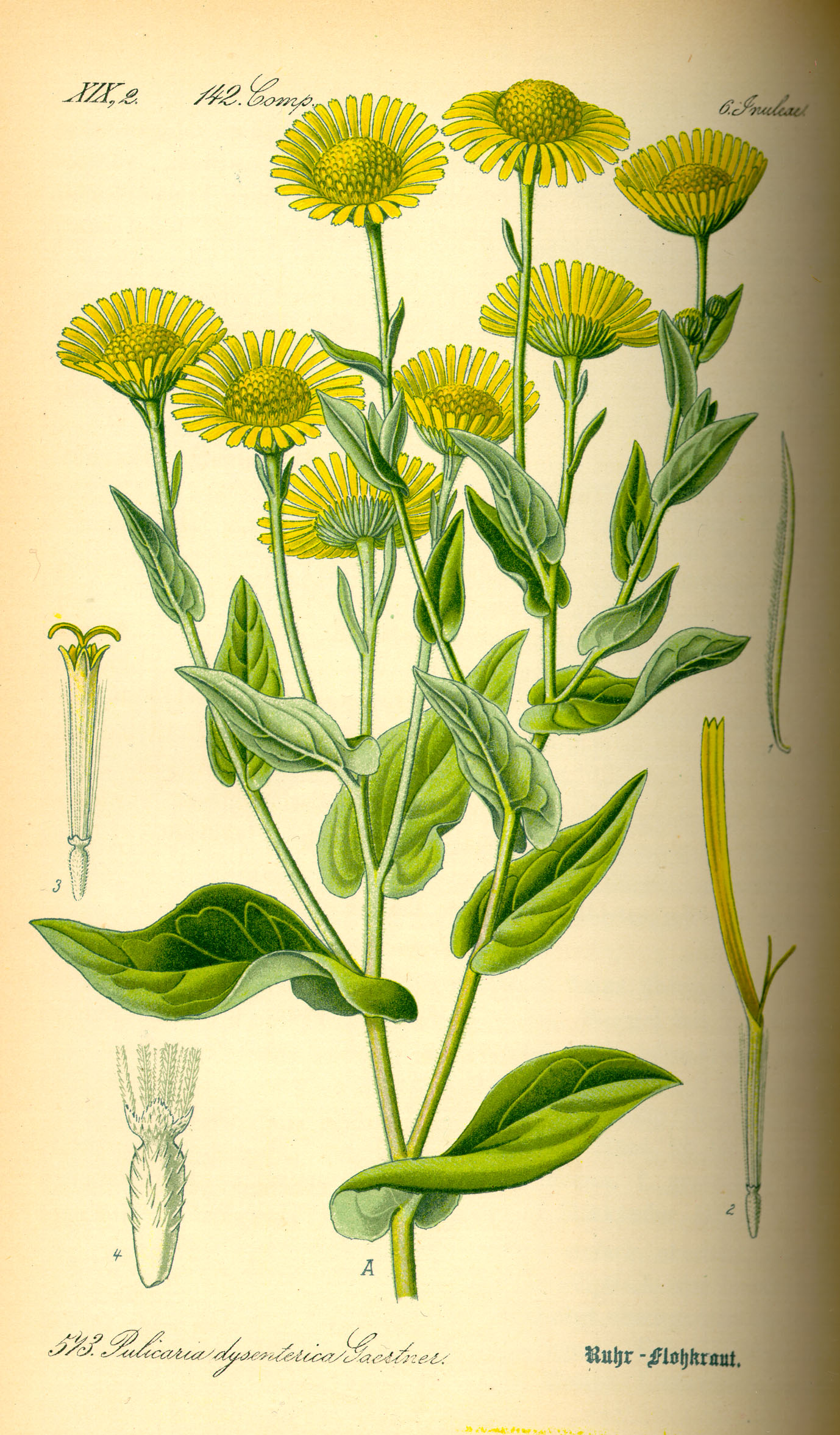
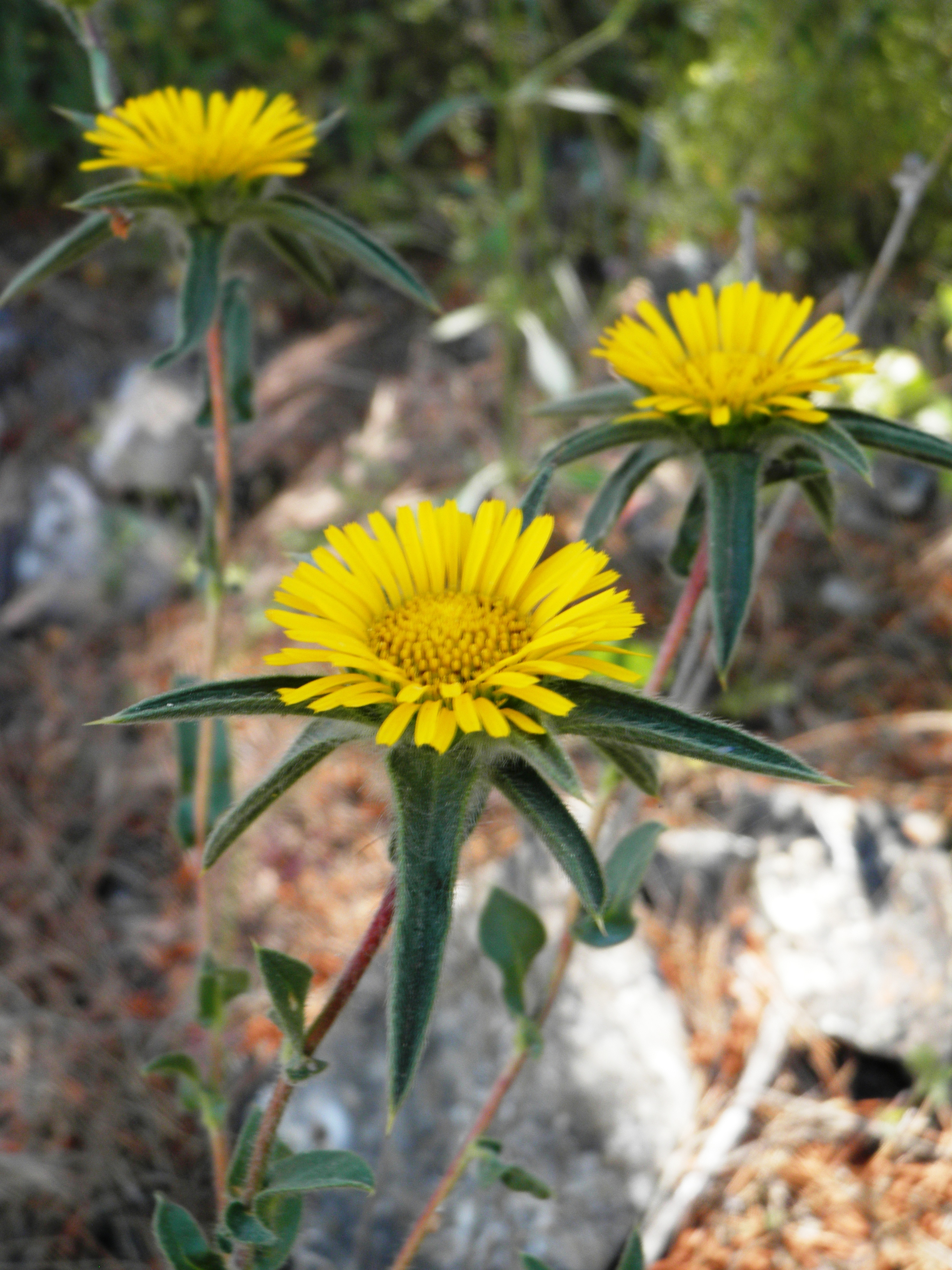
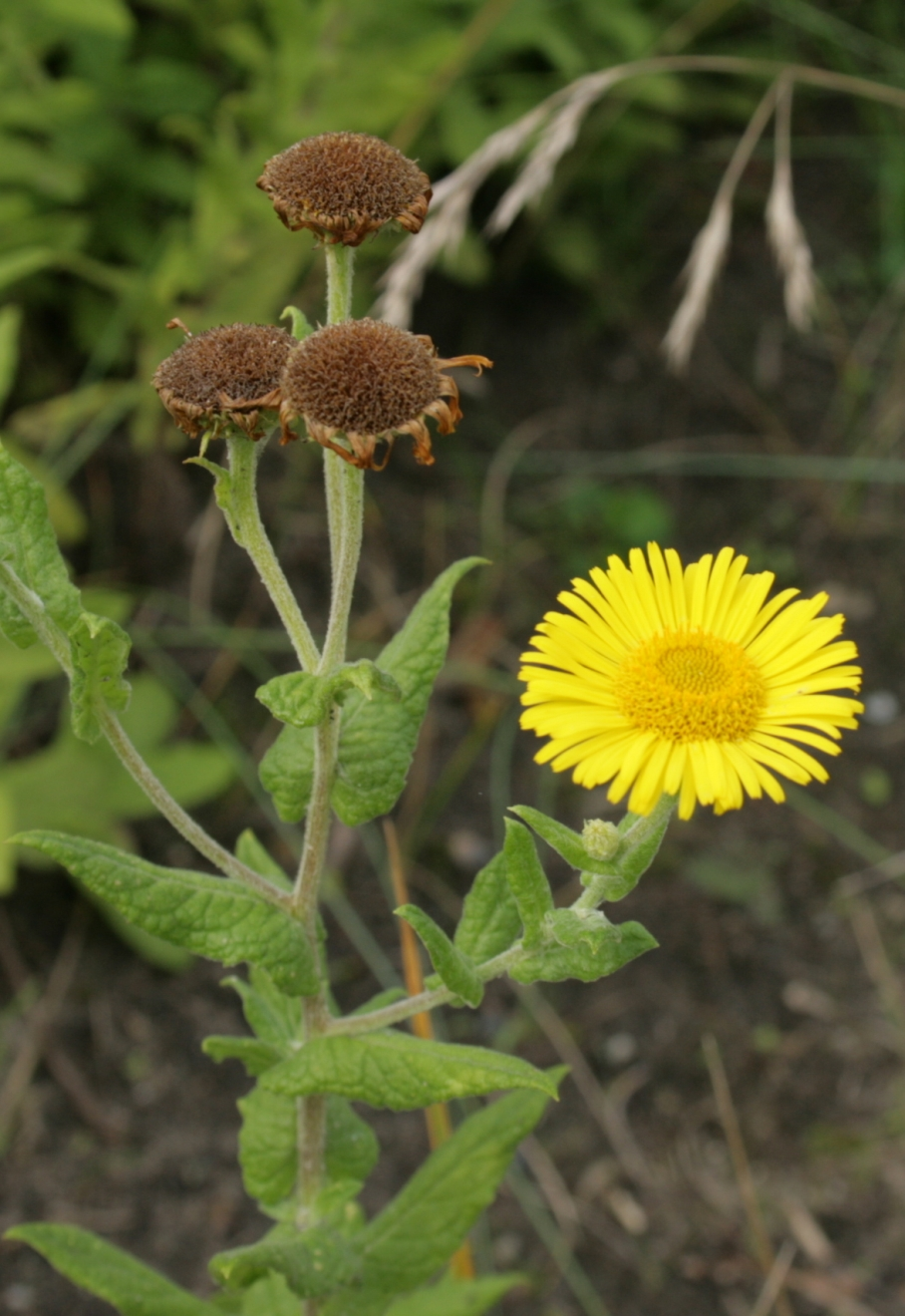
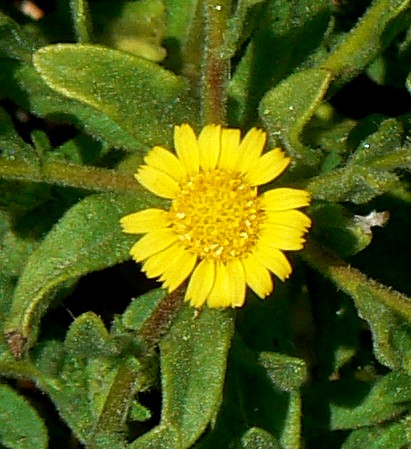